# Région historique de Pologne
Pour les articles homonymes, voir Région historique.

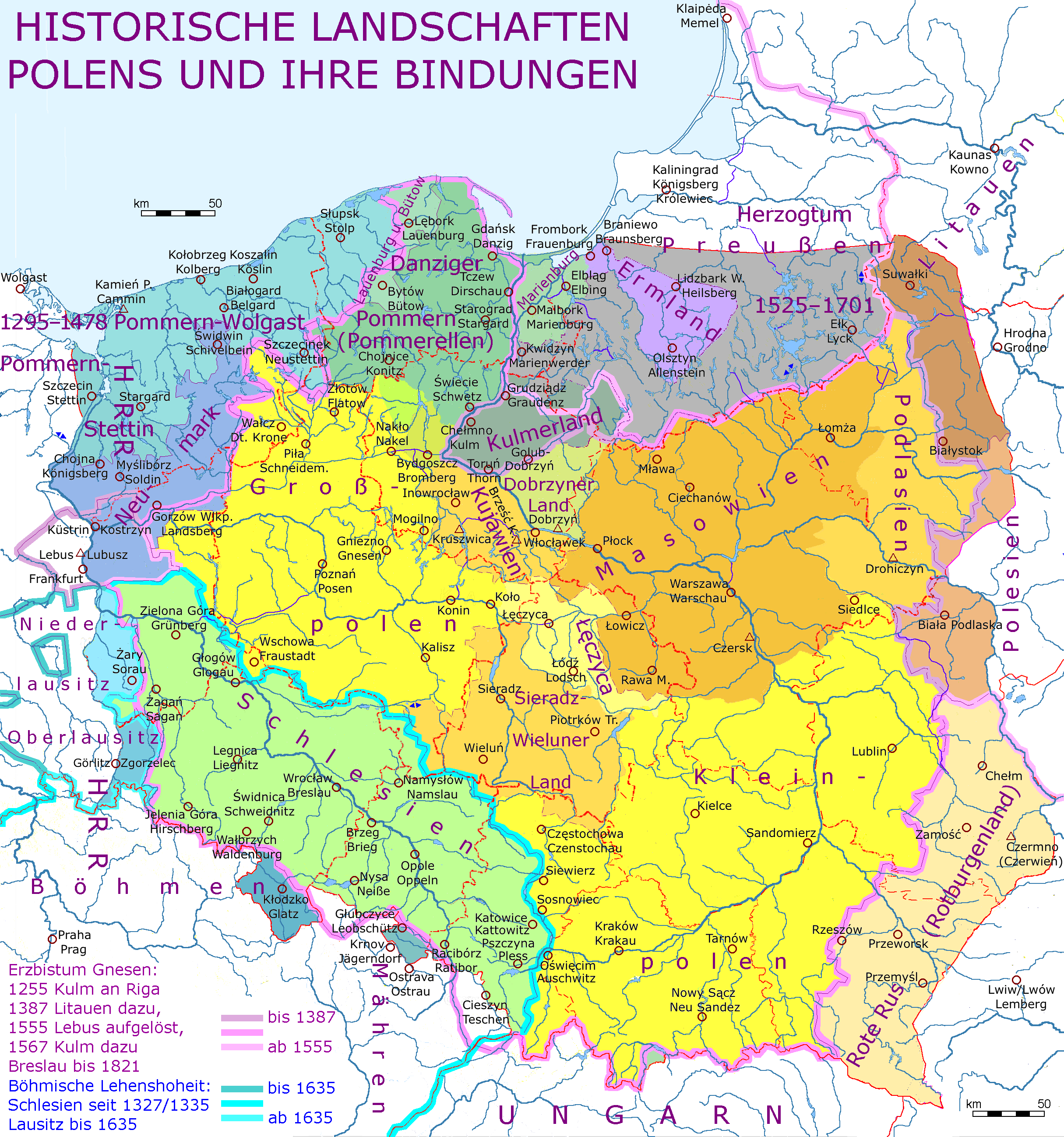
Carte des régions historiques de la Pologne.

Les régions historiques de Pologne sont au nombre de dix. Du fait du découpage actuel du territoire polonais, une partie de certaines régions historiques se trouvent en-dehors du territoire national tandis que d'autres régions historiques considérées comme non polonaises y sont incluses.

## Liste
- Grande-Pologne (polonais : Wielkopolska,  latin : Polonia Maior)
- Petite-Pologne (polonais : Małopolska, latin : Polonia Minor)
- Mazovie (polonais : Mazowsze, latin : Mazovia)
- Comté de Glatz (tchèque : Kladské hrabství, allemand : Grafschaft Glatz, polonais : Hrabstwo kłodzkie)
- Cujavie (polonais : Kujawy, latin : Cuiavia)
- Podlachie (polonais : Podlasie, polonais : Podlasze, latin : Podlachia)
- Podlachie du Sud (polonais : Podlasie Południowe)
- Poméranie (polonais : Pomorze, allemand : Pommern, latin : Pomerania)
- Pomérélie ou Poméranie orientale (polonais : Pomorze Gdańskie, allemand : Pommerellen, latin : Pomerania)
- Silésie (polonais : Śląsk, silésien : Ślůnsk, allemand : Schlesien, tchèque : Slezsko, latin : Silesia)